# Milan-San Remo 1973
L'édition 1973 de la course cycliste Milan-San Remo a été remportée en solitaire par le Belge Roger De Vlaeminck.

## Classement final
|    | Cycliste           | Pays     | Équipe                     | Temps           |
| -- | ------------------ | -------- | -------------------------- | --------------- |
| 1  | Roger De Vlaeminck | Belgique | Brooklyn                   | 6 h 53 min 34 s |
| 2  | Wilmo Francioni    | Italie   | G.B.C.-Sony                | + 2 s           |
| 3  | Felice Gimondi     | Italie   | Bianchi                    | + 4 s           |
| 4  | Rik Van Linden     | Belgique | Rokado                     | + 6 s           |
| 5  | Patrick Sercu      | Belgique | Brooklyn                   | + 6 s           |
| 6  | Frans Verbeeck     | Belgique | Watney-Maes                | + 6 s           |
| 7  | Aldo Parecchini    | Italie   | Molteni                    | + 6 s           |
| 8  | Franco Ongarato    | Italie   | Dreher Forte               | + 6 s           |
| 9  | Cyrille Guimard    | France   | Gan-Mercier-Hutchinson     | + 6 s           |
| 10 | Walter Godefroot   | Belgique | Flandria-Shimano-Carpenter | + 6 s           |